# Fanny Bullock Workman
Fanny Bullock Workman   (Worcester, 8 de gener de 1859 - Canes, 22 de gener de 1925) fou una geògrafa, cartògrafa, exploradora, escriptora de viatges i muntanyenca. Fou una de les primeres escaladores professionals femenines, i a més a més d'exploradora, escrigué llibres sobre els seus viatges. Va marcar rècords femenins d'altitud, va publicar vuit llibres de viatges al costat de William Hunter Workman i va promoure els drets de les dones i del sufragi femení.
Nascuda en una família rica, Workman estudià en les millors escoles femenines de l'època i feu viatges a Europa. El seu casament amb William Hunter Workman li facilità els primers passos en el muntanyisme de Nova Hampshire. Van aconseguir capitalitzar els seus recursos financers i els seus contactes per a viatjar per tot Europa, pel nord d'Àfrica i per Àsia. La parella va tenir dos fills. Fanny no es considerava una dona de família i es veia a si mateixa com una "dona nova" que podia igualar-se a qualsevol home. Els Workman començaren a viatjar amb bicicleta per Suïssa, França, Itàlia, estat espanyol, Algèria i l'Índia. Van escriure llibres sobre cadascun dels viatges, en els quals ella solia comentar la situació de les dones en cada indret visitat. Aquestes primeres obres narratives sobre els seus viatges amb bicicleta foren millor rebudes que els seus llibres sobre muntanyisme.
En acabar el seu viatge amb bicicleta per l'Índia, la parella viatjà fins a l'Himàlaia occidental i fins al Karakoram durant els mesos de l'estiu, on feren muntanyisme de gran altitud. Van tornar a aquesta regió, en aquell moment inexplorada, vuit vegades més durant els catorze anys següents. Malgrat no disposar d'un equipament modern d'escalada, els Workman exploraren diverses glaceres i coronaren els cims de diverses muntanyes, fins i tot els 7.000 metres del pic Pinnacle, marcant un rècord femení d'altitud en aquella època. Feren expedicions de diversos anys de durada, però tenien problemes per a mantenir una bona relació amb els treballadors locals. Els seus orígens privilegiats als Estats Units no els ajudaven a comprendre la postura de la població nadiua i tingueren dificultats en els serveis de portadors fiables.
Després dels seus viatges a l'Himàlaia els Workman feren conferències sobre la seua experiència i van rebre invitacions de diverses societats intel·lectuals de l'època. Fanny Workman fou la primera dona estatunidenca que feu una conferència a la Sorbona, i la segona a parlar en la Royal Geographical Society. Va rebre nombroses medalles d'honor de societats europees geogràfiques i de muntanyisme, i la reconegueren com una de les muntanyenques més importants de l'època. Demostrà que una dona podia escalar grans altituds de la mateixa forma que un home, contribuint a eliminar la barrera de sexes en el muntanyisme.

## Biografia
Fanny Bullock nasqué el 8 de gener del 1859 a Worcester (Massachusetts), en una família de classe alta dels pares pelegrins, i era la menor de tres germans. Sa mare era Elvira Hazard, i el seu pare Alexander H. Bullock, empresari i governador republicà de Massachusetts. Fanny fou educada per algunes institutrius abans d'estudiar a la Miss Graham's Finishing School de Nova York, i després passà un temps a París i a Dresden. Thomas Pauly va escriure en la seua biografia sobre Workman que "ja des de molt jove a Fanny la irritaven les restriccions de la seua posició privilegiada". Es conserva un nombre reduït d'històries escrites per Workman d'aquella època. En un escrit titulat "Un episodi de vacances", es descriu una bella aristòcrata anglesa que menysprea la societat, s'escapa de Grindelwald, es converteix en una excel·lent muntanyenca i es casa amb un estatunidenc. Segons Michael Plint, aquesta història resumeix gran part de la vida de Fanny Workman. El 1886, publicà un conte en la revista Nova York ambientada en la Primera Guerra índia, que tracta de la captura i el rescat d'una "xiqueta blanca".

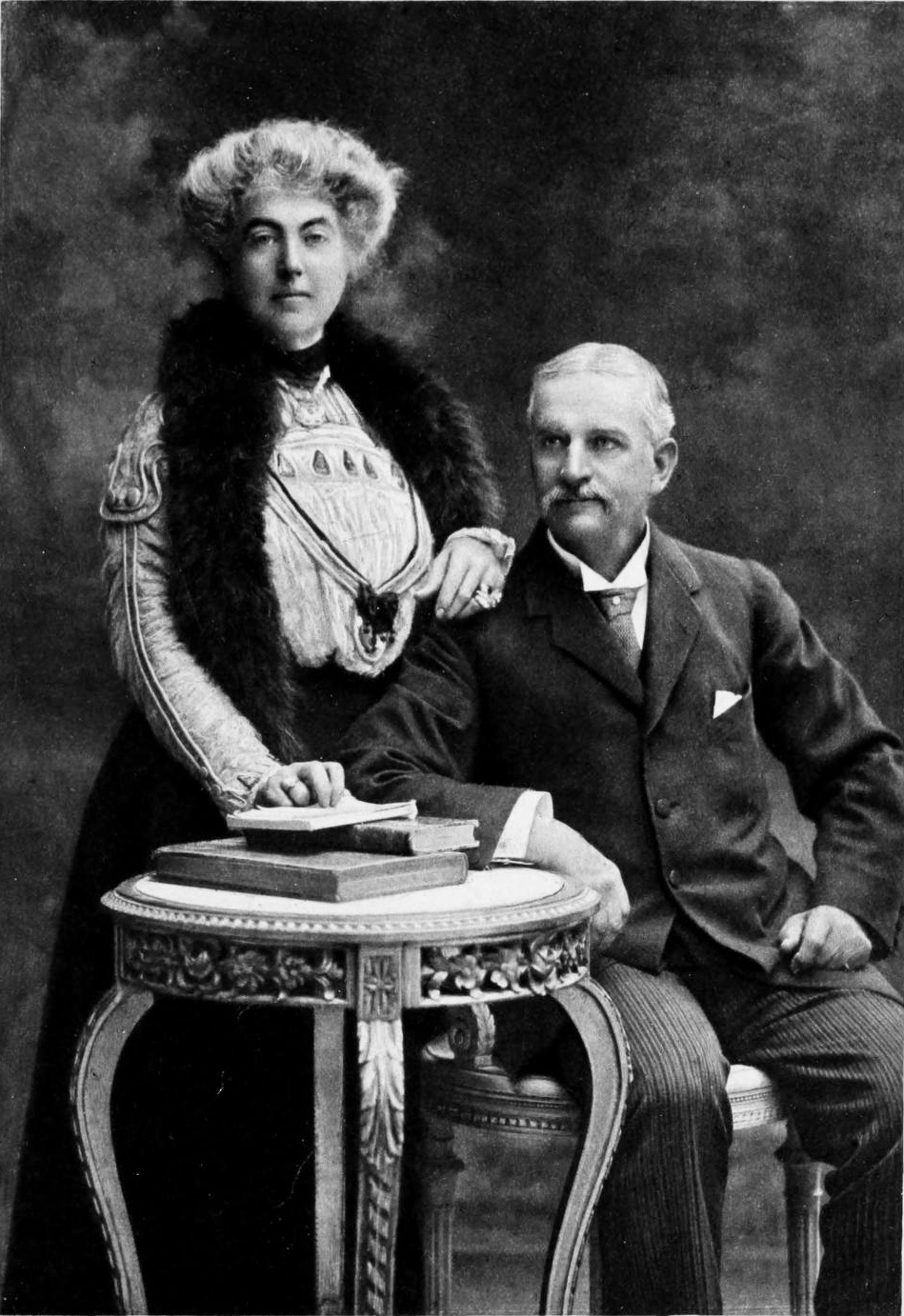
Retrat de Fanny i William

El 1879 Fanny torna als Estats Units i el 16 de juny del 1882 es casa amb William Hunter Workman, que era 12 anys major que ella. William provenia també d'una família rica, havia assistit al Yale i havia estudiat medicina a Harvard. El 1884 van tenir una filla, anomenada Rachel. William va iniciar a Fanny en l'alpinisme i van passar alguns estius a les Muntanyes Blanques de Nova Hampshire. Allí coronaren el cim de la Muntanya Washington (1.918 m) diverses vegades. El muntanyisme en aquesta regió del nord-est dels Estats Units permeté a Fanny desenvolupar les seues habilitats per a l'alpinisme amb altres dones. Al contrari que els clubs europeus, els estatunidencs de les Muntanyes Blanques animaven les dones que practicassen aquest esport. En el seu article sobre dinàmiques de gènere en l'alpinisme en aquesta regió, Jenny Ernie-Steighner afirma que aquesta experiència formativa modelà el compromís de Workman amb els drets de les dones, i que "cap altre muntanyenc de fama internacional de l'època, home o dona, havia parlat obertament i fervent sobre els drets de les dones". Als Workman, però, no els agradava el provincianisme de la vida a Worcester, i desitjaven viure a Europa. Després de la mort dels pares de tots dos, la parella s'embarcà en el seu primer viatge per Europa, en una gira per Escandinàvia i Alemanya.

### Trasllat a Europa i viatges amb bicicleta
El 1889 els Workman se n'anaren a viure a Alemanya a causa dels problemes de salut de William, malgrat que, segons Pauly, això podria haver estat un pretext, perquè es recuperà molt aviat. El segon fill de la parella, Siegfried, nasqué al poc d'arribats a Dresden. No obstant això, Fanny no volia conformar-se amb els papers tradicionals d'esposa i mare, sinó que volia ser una autora i aventurera. Com a feminista, Fanny es considerava un exemple de la idea que les dones podien igualar i superar els hòmens en els treballs de la vida, i segons Luree Miller personificà els valors de la "dona nova" de l'època./ Miller indica també que, ja que la família ideal d'aquella època era una família nombrosa i la informació sobre la contracepció no era fàcil d'aconseguir, els coneixements mèdics de William foren de gran valor per a l'ideal de Fanny. Els Workman deixaren els fills a càrrec de cuidadores mentre realitzaven llargs viatges. El 1893 Siegfried va morir a causa d'una combinació de grip i pneumònia. Després de la seua mort, segons Pauly, Fanny "va perseguir de manera agressiva una identitat alternativa" amb els seus viatges amb bicicleta, "que l'alliberés de les responsabilitats convencionals d'esposa i mare, i que li permetés els seus interessos i ambicions".
Entre el 1888 i 1893 els Workman feren gires amb bicicleta per Suïssa, França i Itàlia. El 1891 Fanny fou una de les primeres dones a escalar el Mont Blanc./ També una de les primeres a pujar al Jungfrau i al Cerví, amb el guia Peter Taugwalder, que havia fet la primera ascensió a aquesta muntanya al costat d'Edward Whymper. El 1893 la parella va decidir explorar territoris més enllà d'Europa i viatjà fins a Algèria, la Indoxina i l'Índia. Aquests viatges a llocs més remots van ser idea de Fanny. El primer viatge llarg de la parella fou una gira de 4.500 km amb bicicleta per l'estat espanyol al 1895. En aquest viatge cadascun d'ells duia 9 kg d'equipatge, i feren una mitjana de 72 km per dia, i alguns dies arribaren als 130 km. Van escriure plegats l'obra Sketches Awheel in Modern Ibèria, en què descrivien les seues vivències en aquest viatge. Descrivien l'estat espanyol d'aquella època com a "rústic, pintoresc i captivador". En l'obra Algerian Memories Fanny se centrava en la bellesa i en el romanticisme rural, evitant comentaris sobre les males condicions urbanes. Sí que destacava en aquesta obra l'existència d'abús i negligència cap a les dones en la societat algeriana.

### l'Índia

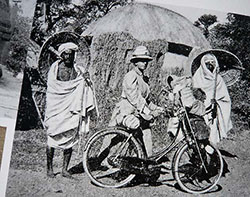
Fanny Bullock Workman en el seu viatge amb bicicleta per l'Índia (c. 1897)

El viatge dels Workman per l'Índia, Myanmar, Sri Lanka i Java va durar dos anys i mig: començà al novembre del 1897, i cobrí uns 23.000 km. En aquell moment Fanny tenia 38 anys i William 50. Van pedalar uns 6.400 km des de l'extrem sud de l'Índia fins a l'Himàlaia del nord. Per a assegurar-se els subministraments, van circular per vies principals prop de línies de ferrocarril. Van deixar les bicicletes en arribar a l'extrem nord del viatge, i travessaren a peu passos de muntanya d'entre 4.300 i 5.500 metres d'altitud. El llibre que van escriure després d'aquest viatge destacava més l'antiga arquitectura en lloc de la cultura local coetània.
Fanny Workman explica en My Asiatic Wanderings: "Vaig rodar per molts paisatges encantadors, per les arbredes de palmes i figueres d'Orissa, sobre els vessants verds i escarlates del Terai... Mai no havia rodat durant 1.200 milles en un país contínuament tan bell". Els Workman tenien un nivell de coneixements d'història de l'Índia poc habitual en els occidentals de l'època, i havien llegit el Jakata, o Mahabharata i Rāmāyaṇa abans d'aquest viatge. Segons Miller, estaven ansiosos per aprendre sobre la cultura d'aquestes obres èpiques i van passar més temps estudiant la història antiga del lloc que interactuant amb els habitants.

#### Problemes amb els treballadors locals

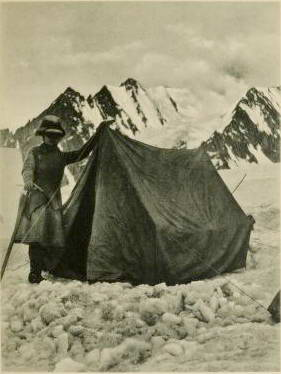
Fanny Workman al costat d'una tenda

Durant l'estiu del 1898 la parella va decidir escapar de la calor i explorar l'Himàlaia occidental i el Karakoram. Després, volien explorar el territori al voltant del Kanchenjunga a Sikkim, i viatjar cap a les muntanyes frontereres amb Bhutan a l'est. Les dificultats burocràtiques i els problemes atmosfèrics, però, van ser molts i els impediren dur a terme aquests plans. El seu principal problema foren els treballadors locals. Havien contractat 45 portadors, equipats de manera bàsica per al viatge per muntanya, i havien comprat provisions, però els costos augmentaren de manera desproporcionada quan arribaren notícies que dos rics americans circulaven per la zona. No van poder partir fins al 3 d'octubre, i llavors el fred estava acostant-s'hi. Els Workman es queixaren en els seus escrits dels portadors que havien contractat, amb qui era difícil treballar i que rebutjaven caminar més de 8 km per dia. Als tres dies d'iniciar el viatge, començà a nevar i els portadors es rebel·laren i obligaren el grup a retirar-se a Darjeeling.
Els Workman s'enfrontaren a problemes laborals contínuament. Havien de transportar tendes de campanya, sacs de dormir, càmeres fotogràfiques, instruments científics i una gran quantitat de menjar. Els nadius gairebé mai escalaven les muntanyes de la zona i no estaven acostumats a rebre ordres d'una dona, la qual cosa dificultava la posició de Fanny. Kenneth Mason manté en la seua història de muntanyisme a l'Himàlaia, escrita el 1955, que "els Workman foren, en els seus viatges, víctimes dels seus propis defectes. Eren molt impacients i poques vegades intentaven comprendre la mentalitat dels portadors i per això no van aconseguir traure el millor d'ells".
Segons Miller, "quasi els únics viatgers victorians, els Workman, no tenien gens de simpatia o fins i tot de sentit comú per a entendre els nadius, i irrompien en les seues viles remotes amb trens de seguidors exigint serveis i subministraments". Argumenta que la parella, sent estatunidenca, no tenia el mateix sentit de la casta o classe que els exploradors britànics: "els Workman, com la majoria dels seus compatriotes, se submergien en els seus projectes de cap, esperant que la seua enorme energia fos prou per a superar tots els obstacles. Els britànics els van criticar pel seu insensible i incompetent comportament cap als indis".

### Alpinisme a l'Himàlaia
Després del seu viatge inicial a l'Himàlaia, els Workman quedaren fascinats amb l'alpinisme i el muntanyisme. Durant 14 anys van viatjar vuit vegades per aquesta zona, llavors quasi inexplorada i sense cartografiar.
Després del seu primer viatge a l'Himàlaia i els problemes soferts amb els treballadors locals, els Workman contractaren a Matthias Zurbriggen, aleshores el guia d'alpinisme més experimentat. El 1899, amb 50 portadors locals i Zurbriggen, els Workman exploraren la glacera Biafo del Karakoram, la glacera Skoro La i els pics no escalats dels voltants. Van arribar al Siegfriedhorn, un pic de 5.700 m d'altitud que Fanny va anomenar així pel seu fill, la qual cosa suposava un rècord d'altitud femení en aquell moment. Després van escalar un pic més alt de 5.930 m, i l'anomenaren Muntanya Bullock Workman. Des d'allí van albirar el K2, la segona muntanya més alta de la Terra, i fou Fanny Workman la primera dona occidental a veure-la en persona. Finalment pujaren els 6.400 m de Koser Gunge, i Fanny arribà al seu tercer rècord successiu d'altitud. Segons Pauly: "propulsats cap a cim per l'adrenalina i la desesperació, el quartet es va demorar només prou per a comprovar amb els seus instruments que la temperatura era de −12 °C i la seua elevació era de 6.400 m". Segons Pauly, Fanny era una escaladora "pausada, incansable i intrèpida". Els Workman no tenien equipament especialitzat com pitons o mosquetons, i Pauly argumentà que va ser capaç d'escalar tals altures gràcies a "la seua intrèpida persistència i la immunitat al mal de muntanya".

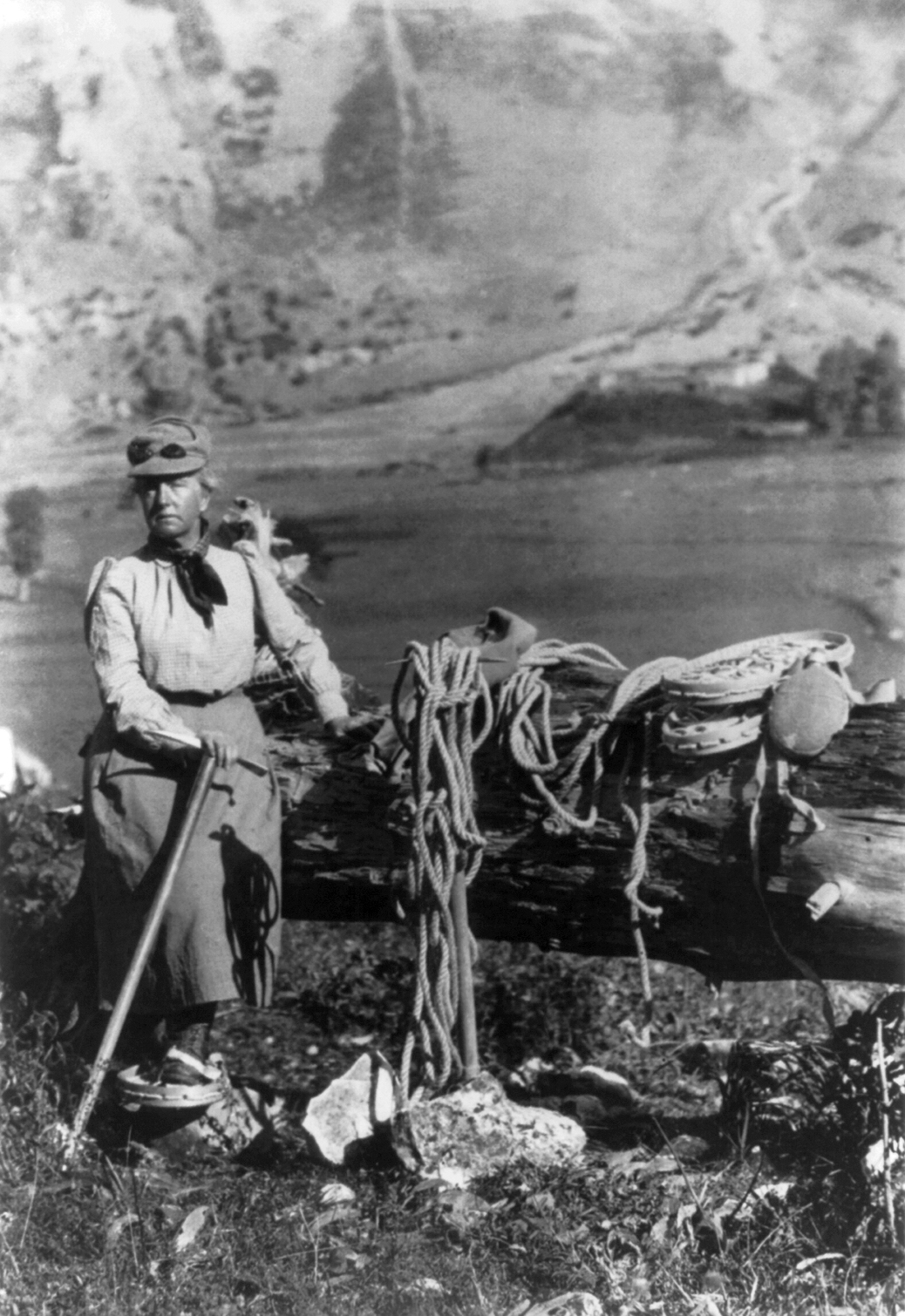
Workman amb l'equip d'escalada, c. 1900. Segons Brendan Leonard, "encara que els pantalons eren roba esportiva acceptable per a les dones de l'època, Workman portava faldilles

Fanny Workman publicà informes de les seues gestes, com ara en un article de la Scottish Geographical Magazine. En In the Ice World of the Himalayas, Fanny va incloure dades i resultats d'experiments científics, promovent el seu propi baròmetre modificat com un instrument superior, però els crítics especialitzats no hi van quedar impressionats i van destacar la seua manca de coneixements científics.
El 1902 els Workman van tornar a l'Himàlaia i foren els primers occidentals a explorar la glacera Chogo Lungma, començant des d'Arandu. Van contractar 80 portadors per dur quatre tones de subministrament, però la seua exploració es va veure limitada per la neu i una tempesta que va durar 60 hores. El 1903 van caminar fins a la glacera Hoh Lumba amb el guia Cyprien Savoye. També van intentar escalar una muntanya propera a la que ells van denominar cim Piràmide. Van escalar un pic de 6.878 m, la qual cosa suposà un nou rècord femení d'altitud. A la tornada, els Workman feren conferències per tot Europa. El 1905 Fanny es va convertir en la segona dona a comparéixer en la Royal Geographical Society (la primera havia estat Isabella Bird Bishop, al maig del 1897) i la seua conferència s'esmentà en el The Times.

#### El cim Pinnacle i rècord d'altitud

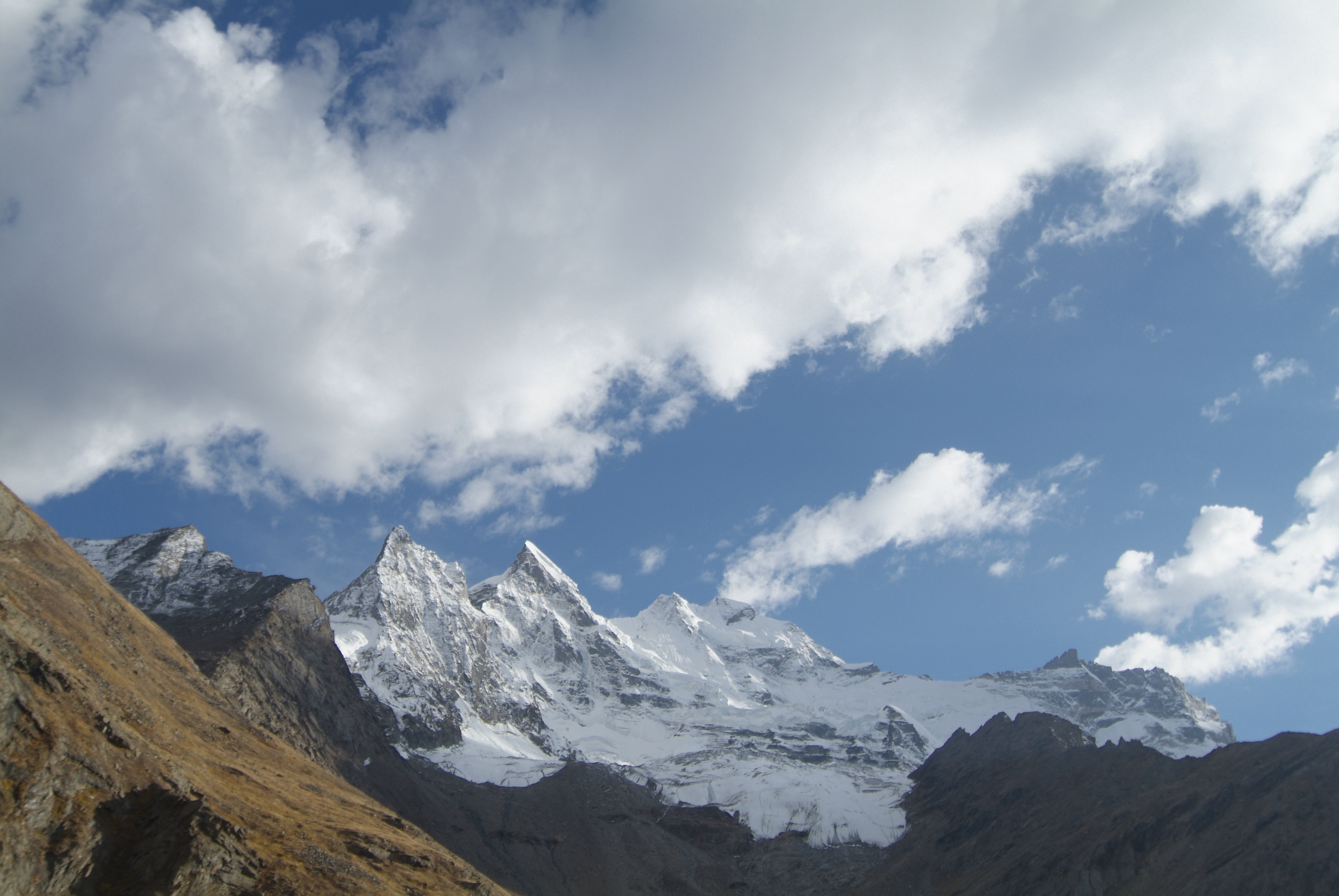
Muntanya Kun (centre) i cim Pinnacle (esquerra) vists des de la vall Suru

El 1906, als 47 anys d'edat, Workman escalà el cim Pinnacle de 6.930 m (segons el seu propi mesurament 7.091 m), un pic subsidiari del massís Nun Kun de l'Himàlaia occidental. Aquest fou el seu major assoliment en l'alpinisme. Isserman, Weaver i Molenaar van destacar que "el fet que escalàs la muntanya al principi, sense els beneficis de l'equip modern i amb la molèstia de les seues voluminoses faldilles, és un testimoniatge de la seua habilitat i determinació". El rècord femení d'altitud que marcà amb aquesta ascensió va durar fins que Hetti Dhyrenfurth va ascendir al 1934 el Sia Kangri C (7.273 m). Creient que havien superat la marca dels 7.000 m, Fanny i William es consideraven a si mateixos els principals experts de l'escalada a grans altituds.
Workman defensà el seu rècord d'altitud del Pinnacle davant totes les altres reclamacions, especialment la d'Annie Smith Peck, que el 1908 afirmà haver marcat un nou rècord amb la seua ascensió al Huascarán (Perú), que, segons ella, tenia 7.000 m d'altitud. Aquesta informació sobre l'alçada d'aquest pic, però, era errònia. Workman era tan competitiva que va pagar 13.000 dòlars a un equip d'inspectors francesos del Service Géographique de l'Armée perquè mesurassen l'altitud d'aquesta muntanya peruana, que finalment es quedà en 6.768 m, la qual cosa confirmava el seu propi rècord. Segons Pauly, "irònicament, la seua determinació de provar-se com a igual a qualsevol home en escalades va culminar en un atac devastador contra una altra dona estatunidenca que tractà de superar-la". Determinada a ser la millor dona en el seu àmbit, Workman guardava meticulosament un registre de les seues fites. Pauly arriba a la conclusió que "si Fanny Workman rep alguna vegada el reconeixement que mereix per la seua determinació feminista per sobresortir en el llavors esport masculí, serà segurament recordada tant per la seua insistència en el manteniment precís de registres com per les altituds a què arribà".

#### Glaceres Hispar i Siachen

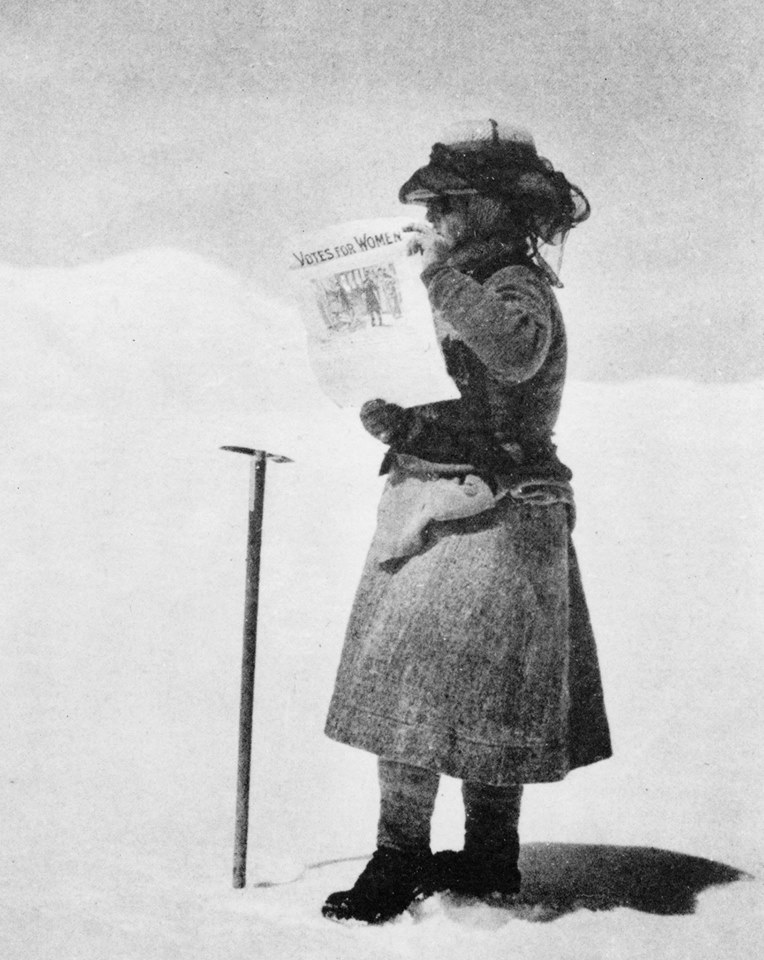
Fanny Workman a l'altiplà Silver Throne sostenint un diari que diu "Vots per a les dones"

El 1908 els Workman tornaren al Karakoram i exploraren la glacera Hispar, de 61 km de longitud, a la regió d'Hunza Nagar. La travessia total d'aquestes glaceres era un altre rècord, i Fanny fou la primera dona occidental a travessar una glacera d'aquesta grandària a l'Himàlaia. Els Workman eren els primers occidentals a explorar les glaceres de la zona i els mapes creats pels seus portadors italians cartografiaren la regió per primera vegada.
La seua exploració de la glacera Rose i de la Siachen, de 72 km de longitud, a Baltistan, al voltant de Masherbrum, el 1911 i 1912 fou l'èxit més important de la seua carrera, ja que en aquell moment era la glacera subpolar més llarga del món, a més de ser la menys explorada i accessible aleshores. Durant dos mesos la parella va explorar la glacera, escalà muntanyes i cartografià la zona. Van passar tot aquest temps a més de 4.600 m, i arribaren al més alt de l'Indira Col, al qual van anomenar. En aquesta expedició un dels seus guies italians caigué en una esquerda i va morir. Segons Fanny, ella "es va deslliurar de compartir aquest funest destí de manera miraculosa". Els components restants del grup van quedar visiblement afectats però van decidir continuar l'expedició. Fanny els guià pel pas Sia La (5.700 m) i travessant una regió inexplorada, fins a la glacera Kaberi. Aquesta exploració i el llibre resultant es consideren alguns dels seus majors èxits. Fanny descriu en el seu Two Summers in the Ice-Wilds of Eastern Karakoram com ella havia organitzat i dirigit aquesta expedició: "El doctor Hunter Workman m'acompanyà, en aquesta ocasió, al càrrec junt a mi del comissariat i com a fotògraf i expert en glaceres, però jo vaig ser la responsable d'aquesta expedició, i dels meus esforços, en gran manera, depenia el seu èxit o fracàs." En un altiplà a 6.400 m d'altitud, Fanny desplegà un diari en què deia "Vots per a les dones". En aquesta expedició els van acompanyar guies i exploradors alpins, entre els quals Grant Peterkin i Surjan Singh, la contribució dels quals assegurà que, al contrari que molts altres dels mapes que els Workman havien ajudat a crear, aquest mapa de la glacera de Siachen es mantingués durant molts anys.

### Darrers anys i mort
Els Workman no van assistir al casament de la seua filla amb Alexander MacRobert el 1911, ja que llavors estaven embarcats en l'exploració del Karakoram. Després d'aquest viatge, el 1912 la parella es va centrar en l'escriptura i en les conferències, sobretot al començament de la Primera Guerra Mundial. Fanny Workman fou la primera dona estatunidenca que feu una conferència a la Sorbona de París. Va ser també una de les primeres dones admeses en la Royal Geographical Society, distinció que guanyà per les seues publicacions amb observacions científiques sobre la glaciació i altres fenòmens. Obtingué medalles d'honor de 10 societats geogràfiques europees, i la triaren eventualment com a membre de l'American Alpine Club, la Royal Asiatic Society, el Club Alpí Italià, el Deutscher und Österreichischer Alpenverein i el Club Alpin Français. Fanny es mostrava molt orgullosa d'aquests èxits.
Fanny Workman va emmalaltir el 1917 i va morir després d'un llarg període de malaltia, el 1925, a Cannes (estat francés). Les seues cendres se soterraren a Massachusetts, i de nou amb les del seu espòs sota un monument en el Rural Cemetery de Worcester, amb una inscripció que diu "Exploradors Pioners de l'Himàlaia". Llegà 125.000 dòlars a quatre colleges: Radclife, Wellesley, Smith i Bryn Mawr, donacions amb què demostrava el seu interés en l'avanç dels drets de la dona i la seua convicció que les dones eren iguals als hòmens.

## Obra
Fanny i William exploraren junts diverses parts del món i foren coautors de vuit llibres de viatges en què van descriure les gents, l'art i l'arquitectura dels llocs per on viatjaren. Les seues narracions sobre alpinisme tracten escassament sobre les cultures d'aquestes zones remotes i poc habitades; inclouen descripcions líriques dels paisatges dirigides a la seua audiència més general, i inclouen també explicacions detallades de característiques geogràfiques, com glaceres, dirigides a l'audiència científica. Fanny i William afegien elements científics als seus escrits per a cridar l'atenció d'organitzacions com la Royal Geographical Society. Fanny considerava que la ciència ajudaria la seua legitimitat a ulls de la comunitat muntanyenca, malgrat suposar una reducció del nombre total de lectors. En general les seues obres sobre viatges amb bicicleta foren millor acollides pel públic que les de les seues exploracions d'alpinisme. Fanny escrigué la majoria d'aquests llibres amb extensos comentaris sobre els problemes socials de les dones dels llocs per on passava.
Stephanie Tingley escrigué en la seua entrada enciclopèdica sobre la literatura de viatges de Workman que aquesta conté una crítica feminista implícita sobre les dificultats que experimentaven les dones i el seu estatus social inferior en les societats que trobava. Promotora oberta i de fortes conviccions sobre els drets de la dona, Workman utilitzà els seus viatges per a demostrar les seues pròpies capacitats i per a destacar les desigualtats que patien altres dones. Els seus llibres, però, estan escrits en una perspectiva de primera persona del plural o de tercera del singular, per la qual cosa resulta difícil atribuir les visions o veus a William o a Fanny. Segon Tingley, les obres dels Workman són colonialistes en el sentit que descriuen les gents que van conéixer i observar com a "exòtiques o poc habituals, en els pitjors casos primitives o fins i tot infrahumanes". A vegades, però, aclareixen que les persones que trobaven els veien a ells d'una manera semblant, demostrant així que ells mateixos s'adonaren en algunes ocasions dels seus propis perjudicis.

### Llibres
Tots els llibres indiquen a Fanny Bullock Workman i a William Hunter Workman com a coautors:
- Algerian memories : a bicycle tour over the Atlas to the Sahara (en anglès).  Londres: T. Fisher Unwin, 1895.  Algerian memories : a bicycle tour over the Atlas to the Sahara (en anglès).  Londres: T. Fisher Unwin, 1895.
- Sketches awheel in modern Iberia (en anglès).  Londres: Unwin, 1897.  Sketches awheel in modern Iberia (en anglès).  Londres: Unwin, 1897.
- In the ice world of Himálaya, among the peaks and passes of Ladakh, Nubra, Suru, and Baltistan (en anglès).  Nova York: Cassell & Company, Limited, 1900.Nueva York: Cassell & Company, Limited. 1900.
- Through Town and Jungle: Fourteen Thousand Miles A-Wheel Among the Temples and People of the Indian Plain (en anglès).  Londres: Unwin. OCLC 1163935.  Through Town and Jungle: Fourteen Thousand Miles A-Wheel Among the Temples and People of the Indian Plain (en anglès).  Londres: Unwin. OCLC 1163935.
- Ice-Bound Heights of the Mustagh: An Account of Two seasons of Pioneer Exploration and High Climbing in the Baltistan Himalaya (en anglès).  Londres: A. Constable & Co., 1908.Londres: La. Constable & Con el. 1908.
- Peaks and Glaciers of Nun Kun: A Record of Pioneer-Exploration and Mountaineering in the Punjab Himalaya (en anglès).  Londres: Constable and Company Ltd., 1909.  Peaks and Glaciers of Nun Kun: A Record of Pioneer-Exploration and Mountaineering in the Punjab Himalaya (en anglès).  Londres: Constable and Company Ltd., 1909.
- The Call of the Snowy Hispar: A Narrative of Exploration and Mountaineering on the Northern Frontier of India (en anglès).  Nova York: Scribner, 1911.  The Call of the Snowy Hispar: A Narrative of Exploration and Mountaineering on the Northern Frontier of India (en anglès).  Nova York: Scribner, 1911.
- Two Summers in the Ice-Wilds of Eastern Karakoram: The Exploration of Nineteen Hundred Square Miles of Mountain and Glacier (en anglès).  Nova York: E. P. Dutton & Company, 1916.  Two Summers in the Ice-Wilds of Eastern Karakoram: The Exploration of Nineteen Hundred Square Miles of Mountain and Glacier (en anglès).  Nova York: E. P. Dutton & Company, 1916.

## Llegat

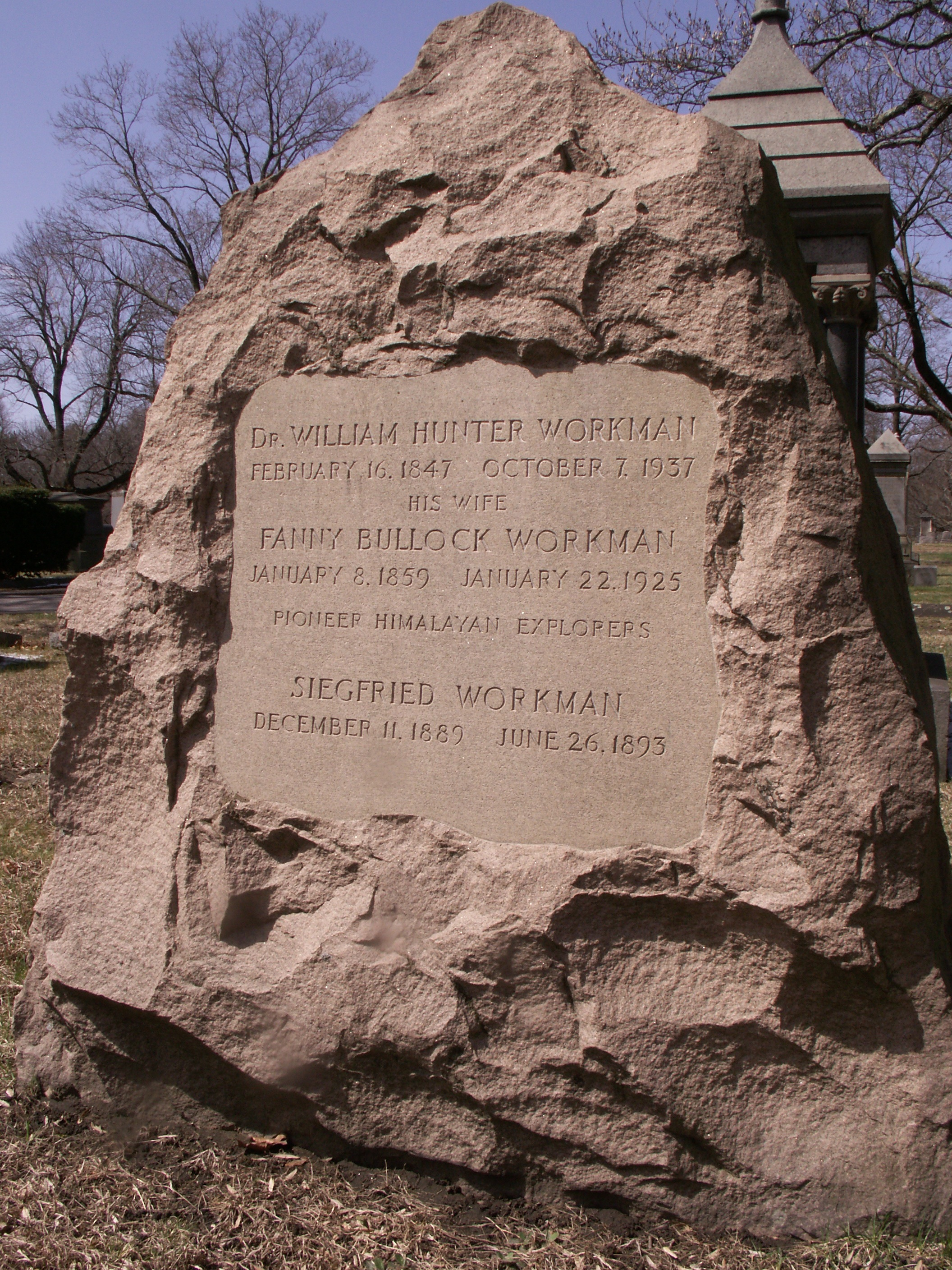
Monument dedicat a William, Fanny i Sigfried al Rural Cemetery de Worcester

### Dones en l'alpinisme
Al costat d'Annie Smith Peck, Workman fou reconeguda al començament del segle XX com una de les alpinistes més famoses del món. La seua rivalitat demostrà que les dones podien escalar els terrenys més remots i difícils del planeta. Les dones practicaven l'escalada als Alps des dels anys 1850; l'Himàlaia, però, havia estat fins llavors dominat per hòmens de classe alta procedents d'Anglaterra. Cap altra dona escalà l'Himàlaia fins després de la Primera Guerra Mundial, i llavors els avanços en l'equipament i organització suposaren un canvi en els riscos i dificultats d'aquesta mena d'expedicions.
Workman, apassionada feminista i promotora del sufragi femení, pretenia que els seus lectors entenguessen com els seus assoliments reflectien el potencial de totes les dones. En els seus textos Workman es descrigué a si mateixa com "qüestionant o violant les normes de la propietat vitoriana femenina". Demostrà que les dones eren prou fortes per a prosperar fora de la llar gràcies a la seua facilitat per a suportar activitats físiques extenuants, com rodar grans distàncies amb bicicleta en llocs càlids i humits o en la pràctica del muntanyisme a baixes temperatures i grans altituds. Workman presentà un repte en un àmbit que fins llavors només havia estat masculí. El seu obituari en l'Alpine Journal al·ludia als desafiaments als quals va haver d'enfrontar-se: "sentia que sofria d'antagonisme sexual". L'autor d'aquest article hi afegeix: "és possible que algun sentiment inconscient ens deixe afirmar que la novetat de la intrusió d'una dona en el domini de l'exploració tant de temps reservat a l'home, pot en alguns termes haver existit ... i va tendir a alçar ... una atmosfera, diguem d'indiferència?". En el seu estudi sobre el muntanyisme en l'època victoriana, però, Ann Colley suggereix que la discriminació per sexe era més oberta a baixes altituds i en la vida diària que en les grans altituds, com les de l'Himàlaia. Colley diu: "Lluny de tan insignificant opinió emanant de les pressions socials, en les altures, per sobre de la línia de neu o en regions distants, les dones escaladores podien experimentar la igualtat i el poder més plenament... Si així ho desitjaven, podien ser tan esportives o competitives com els hòmens". En la seua entrada sobre Workman en el Dictionary of Literary Biography, Tingley qualifica Workman d'"agressiva, determinada, i inflexible dona viatgera estatunidenca del canvi de segle", i diu d'ella que fou "una de les primeres dones a treballar com a alpinista i topògrafa professional i a escriure sobre les expedicions que havia realitzat al costat del seu espòs als confins més remots de l'Himàlaia. Fou una defensora oberta del sufragi femení i deixà clar que es considerava un model a seguir per a altres dones viatgeres i muntanyenques".
Com a resultat de les donacions que Workman deixà en el seu testament, el Wellesley College ofereix una beca d'estudis anual amb el nom de Fanny Workman per a estudis de grau en qualsevol disciplina. D'altra banda, el Bryn Mawr establí la beca de viatge Fanny Bullock Workman, atorgada a candidatures al doctorat en filosofia en les disciplines d'arqueologia o història de l'art.